# Kazincbarcika
Kazincbarcika is een stad (város) en gemeente in het Hongaarse comitaat Borsod-Abaúj-Zemplén. Kazincbarcika telt 24.905 inwoners (2021) en is gelegen aan de Sajó.
Kazincbarcika is het resultaat van een fusie in 1947 van drie mijnbouw- en industriegemeenten: Sajókazinc, Barcika en Berente. Het kreeg in 1954 de status van stad. In 1999 werd Berente weer van Kazincbarcika afgesplitst.
Grootste werkgever was jarenlang het staatschemieconcern Borsodi Vegyi Kombinát. Dit bedrijf is na de privatisering voortgezet als BorsodChem, een producent van isocyanaten, die sinds 2011 in handen is van het Chinese Wanhua.

## Ontwikkeling inwonertal
De gemeente verliest continu inwoners, ze verlaten de stad vanwege het gebrek aan werkgelegenheid, ook speelt vergrijzing een grote rol in de daling van het inwonertal en de afsplitsing van Berente in 1999.
- 1990 - 36.855 inwoners
- 1995 - 34.854 inwoners
- 2001 - 33.414 inwoners
- 2005 - 31.575 inwoners
- 2011 - 28.967 inwoners
- 2015 - 27.487 inwoners
- 2020 - 25.286 inwoners

## Zustersteden
- Knurów (Polen, sinds 1996)
- Tjatsjiv (Oekraïne, sinds 1999)
- Burgkirchen an der Alz (Duitsland, sinds 1998)
- Świdnica (Polen, sinds 1999)
- Sânnicolau Mare (Roemenië, sinds 2000)
- Revúca (Slowakije, sinds 2000)

## Geboren
- László Kleinheisler (8 april 1994), voetballer

Stad met comitaatsrecht (megyei jogú város): Miskolc

Steden (város): Abaújszántó · Alsózsolca · Borsodnádasd · Cigánd · Edelény · Emőd · Encs · Felsőzsolca · Gönc · Kazincbarcika · Mezőcsát · Mezőkövesd · Nyékládháza · Onga · Ózd · Pálháza · Putnok · Rudabánya · Sajóbábony · Sajószentpéter · Sárospatak · Sátoraljaújhely · Szendrő · Szerencs · Szikszó · Tiszaújváros · Tokaj

Vlekken (nagyközség): Arló · Hernádnémeti · Izsófalva · Múcsony · Ricse · Szentistván · Szirmabesenyő · Taktaharkány · Tiszalúc

Overige gemeenten (község): Abaújalpár · Abaújkér · Abaújlak · Abaújszolnok · Abaújvár · Abod · Aggtelek · Alacska · Alsóberecki · Alsódobsza · Alsógagy · Alsóregmec · Alsószuha · Alsótelekes · Alsóvadász · Arka · Arnót · Aszaló · Ároktő · Baktakék · Balajt · Baskó · Bánhorváti · Bánréve · Becskeháza · Bekecs · Berente · Beret · Berzék · Bodroghalom · Bodrogkeresztúr · Bodrogkisfalud · Bodrogolaszi · Bogács · Boldogkőújfalu · Boldogkőváralja · Boldva · Borsodbóta · Borsodgeszt · Borsodivánka · Borsodszentgyörgy · Borsodszirák · Bódvalenke · Bódvarákó · Bódvaszilas · Bózsva · Bőcs · Bükkábrány · Bükkaranyos · Bükkmogyorósd · Bükkszentkereszt · Bükkzsérc · Büttös · Csenyéte · Cserépfalu · Cserépváralja · Csernely · Csincse · Csobaj · Csobád · Csokvaomány · Damak · Dámóc · Debréte · Detek · Dédestapolcsány · Domaháza · Dövény · Dubicsány · Egerlövő · Erdőbénye · Erdőhorváti · Égerszög · Fancsal · Farkaslyuk · Fáj · Felsőberecki · Felsődobsza · Felsőgagy · Felsőkelecsény · Felsőnyárád · Felsőregmec · Felsőtelekes · Felsővadász · Filkeháza · Fony · Forró · Fulókércs · Füzér · Füzérkajata · Füzérkomlós · Füzérradvány · Gadna · Gagyapáti · Gagybátor · Gagyvendégi · Galvács · Garadna · Gelej · Gesztely · Gibárt · Girincs · Golop · Gömörszőlős · Göncruszka · Györgytarló · Halmaj · Hangács · Hangony · Háromhuta · Harsány · Hegymeg · Hejce · Hejőbába · Hejőkeresztúr · Hejőkürt · Hejőpapi · Hejőszalonta · Hercegkút · Hernádbűd · Hernádcéce · Hernádkak · Hernádkércs · Hernádpetri · Hernádszentandrás · Hernádszurdok · Hernádvécse · Hét · Hidasnémeti · Hidvégardó · Hollóháza · Homrogd · Igrici · Imola · Ináncs · Irota · Jákfalva · Járdánháza · Jósvafő · Karcsa · Karos · Kács · Kánó · Kány · Kázsmárk · Kelemér · Kenézlő · Keresztéte · Kesznyéten · Kéked · Királd · Kiscsécs · Kisgyőr · Kishuta · Kiskinizs · Kisrozvágy · Kissikátor · Kistokaj · Komjáti · Komlóska · Kondó · Korlát · Kovácsvágás · Köröm · Krasznokvajda · Kupa · Kurityán · Lak · Lácacséke · Ládbesenyő · Legyesbénye · Léh · Lénárddaróc · Litka · Makkoshotyka · Martonyi · Mád · Mályi · Mályinka · Megyaszó · Meszes · Mezőnagymihály · Mezőnyárád · Mezőzombor · Méra · Mikóháza · Mogyoróska · Monaj · Monok · Muhi · Nagybarca · Nagycsécs · Nagyhuta · Nagykinizs · Nagyrozvágy · Nekézseny · Nemesbikk · Négyes · Novajidrány · Nyésta · Nyíri · Nyomár · Olaszliszka · Ormosbánya · Oszlár · Ónod · Pamlény · Parasznya · Pácin · Pányok · Pere · Perecse · Perkupa · Prügy · Pusztafalu · Pusztaradvány · Radostyán · Ragály · Rakaca · Rakacaszend · Rásonysápberencs · Rátka · Regéc · Répáshuta · Révleányvár · Rudolftelep · Sajóecseg · Sajógalgóc · Sajóhídvég · Sajóivánka · Sajókaza · Sajókápolna · Sajókeresztúr · Sajólád · Sajólászlófalva · Sajómercse · Sajónémeti · Sajóörös · Sajópálfala · Sajópetri · Sajópüspöki · Sajósenye · Sajószöged · Sajóvámos · Sajóvelezd · Sály · Sárazsadány · Sáta · Selyeb · Semjén · Serényfalva · Sima · Sóstófalva · Szakácsi · Szakáld · Szalaszend · Szalonna · Szászfa · Szegi · Szegilong · Szemere · Szendrőlád · Szentistvánbaksa · Szin · Szinpetri · Szomolya · Szögliget · Szőlősardó · Szuhafő · Szuhakálló · Szuhogy · Taktabáj · Taktakenéz · Taktaszada · Tarcal · Tard · Tállya · Telkibánya · Teresztenye · Tibolddaróc · Tiszabábolna · Tiszacsermely · Tiszadorogma · Tiszakarád · Tiszakeszi · Tiszaladány · Tiszapalkonya · Tiszatardos · Tiszatarján · Tiszavalk · Tolcsva · Tomor · Tornabarakony · Tornakápolna · Tornanádaska · Tornaszentandrás · Tornaszentjakab · Tornyosnémeti · Trizs · Uppony · Újcsanálos · Vadna · Vajdácska · Varbó · Varbóc · Vatta · Vágáshuta · Vámosújfalu · Vilmány · Vilyvitány · Viss · Viszló · Vizsoly · Zalkod · Zádorfalva · Zemplénagárd · Ziliz · Zubogy · Zsujta